# Sint-Matthiasconvent (Maastricht)
Het Sint-Matthiasconvent (in de volksmond 't Kevintsje op de Boschstraat) was een huis in Maastricht, waarin een aantal vrouwen als in een hofje samenwoonde. Het was deels gevestigd in een verlaten, uit het ancien régime daterende pastorie bij de Sint-Matthiaskerk, sinds lang bekend als Maastrichter Pastoorstraat 14. Het convent werd in 1847 gesticht door mgr. Louis Rutten en zijn financieel weldoenster Josephina Vaessen. Het bood levenslange, betaalbare huisvesting aan twaalf katholieke alleenstaande, bejaarde vrouwen.

## Geschiedenis
Er bevonden zich begin negentiende eeuw verschillende hofjes en conventjes voor vrouwen in Maastricht, zoals het Sint-Martinushofje, het conventje van de Zeven Weeën van Maria en het Sint-Gillishospitaal, maar het was een druppel op de gloeiende plaat. Meer betaalbare woonruimte creëren voor alleenstaande, oudere vrouwen was een project dat Josephina Vaessen nauw aan het hart lag. In 1847 deed zich hiertoe een gelegenheid voor. Louis Rutten, ruim begiftigd met aardse goederen en verknocht aan de Sint-Matthiasparochie waarin hij woonde en waar hij in 1837 zijn eerste heilige mis had opgedragen, bekostigde in 1841 een nieuwe pastorie voor de Sint-Matthiaskerk. In ruil daarvoor kreeg hij de vrije beschikking over de krakkemikkige oude pastorie. Van de kerkfabriek kreeg hij uit dankbaarheid tevens honderd gulden per jaar voor het onderhoud. Rutten gebruikte het gebouw voor verschillende van zijn goede doelen. Zo verleende hij enige tijd gastvrijheid aan de heren van de beginnende afdeling van de Sint-Vincentiusvereniging in de Sint-Matthijsparochie (1848). Bij al zijn ondernemingen op het gebied van opvoeding en onderwijs (waaronder de stichting om 1840 van de congregatie van de broeders van Maastricht en het naar Maastricht halen in 1850 van de ursulinen van Tildonk) was Josephina Vaessen direct of indirect zijn grootste weldoenster. Op haar aandringen stichtte hij in 1847 in de oude pastorie een conventje voor twaalf katholieke, alleenstaande bejaarde vrouwen: het Sint-Matthiasconventje. Zij benoemde Louis Rutten tot haar universele erfgenaam en liet hem in 1848 haar hele vermogen na. Het ging om het voor die tijd fabelachtige bedrag van honderdzestigduizend gulden (ƒ 160.000), in huidige termen bijna vier miljoen gulden, of bijna twee miljoen euro. Een deel daarvan zal zeker nog zijn besteed aan het conventje. Zoals de bisschoppelijke visitator Wilmer na haar overlijden vanuit Roermond aan Rutten schreef: Geloofd zij de goede Voorzienigheid en (...) jufvr. Vaesen!.
Het eenvoudige bakstenen pand werd gerenoveerd en verbouwd tot twaalf zelfstandige eenheden: zit- en slaapkamers of zit-slaapkamers voor twaalf bewoonsters, en kreeg een inpandige kapel. Er kwam een nieuwe gevel met hardstenen lijsten en met op de eerste verdieping twee rondboog gevelnissen, waarin heiligenbeelden stonden: links een beeld van Maria, de Moeder Gods, en rechts dat van de heilige Jozef. Daarboven (dus op de tweede verdieping) bevonden zich twee rechthoekige nissen, waarin zich een plaat bevond met een opgeschilderde tekst. Boven het Mariabeeld stond (vertaald): 'Onder de bescherming van de Onbevlekte Maagd werd ik opgericht'. Boven het beeld van Sint Jozef stond: 'door de schenking van Maria Catharina Josephina Vaessen'. Tezamen vormden de Latijnse teksten een tijdvers: 'sVb aVspIcIIs ILLIbata VIrgInIs sVrreXI DonIs MarIae CatharInae JosephInae Vaessen', hetgeen het jaar 1849 oplevert. Tussen 1941 en 1951 moeten de beelden zijn verwijderd, maar anno 2020 blijken ze weer aanwezig. Jammer is wel, dat zij in omgekeerde volgorde staan. De tekstplaten  zijn eveneens bewaard gebleven, maar worden nu afgedekt door rood geschilderde luikjes. Nieuwe wetgeving ten aanzien van de volkshuisvesting maakte in de jaren 1960-1970 het concept niet langer bruikbaar. In 1978 werd het pand verbouwd tot parochiehuis met twee bovenwoningen. Anno 2022 is het gebouw verdeeld in drie woon-/werkeenheden.

### Leven in een conventje
Josephina Vaessen bestemde haar conventje voor twaalf vrouwen, niet meer, niet minder. Twaalf was een heilig getal. De drie hierboven genoemde ‘kevintsjes’ boden elk eveneens aan twaalf vrouwen onderdak. Ook de verdere voorwaarden liepen min of meer parallel, al is over de beginperiode van het Sint-Matthiasconvent momenteel weinig bekend. Het begevingsrecht lag zoals gebruikelijk bij de stichters. Toen deze beiden overleden waren, waren het aanvankelijk de nabestaanden van Rutten die de toewijzing bepaalden. In later jaren zijn mogelijk door het bisdom of het kerkbestuur nieuwe provisors aangesteld. Zoals gebruikelijk kochten de dames – winkeldochters zonder familie, weduwen, vaak ook dienstboden die soms jarenlang bij eenzelfde familie hadden gediend – zich in. Kandidaten voor het Sint-Martinushofje op de Grote Looierstraat betaalden een eeuw eerder veertig gulden als inkoopsom voor een eigen huisje. Wat in 1847-1849, ruim een eeuw later, de dames bij hun inkoop in het Sint-Matthiasconventje betaalden, is niet bekend.
Nog weer een eeuw later, in 1952, was het doel van de stichting onveranderd: het verschaffen van vrije woning – een zit-slaapkamer, of een zit- en slaapkamer – aan twaalf bejaarde, alleenstaande, katholieke vrouwen. Let wel: geboren in de Sint-Matthiasparochie, of in Maastricht. De inkoopsom bedroeg in 1952 vijfhonderd gulden. Vanuit de Stichting kregen de dames ondersteuning in de vorm van een toelage die werd gefinancierd uit de rente die de inkoopsom opbracht, aangevuld met een vast bedrag van zes gulden per maand. 's Winters kwam daar ook nog kolengeld bij. Als deze bepalingen vergelijkbaar zijn met wat in 1847 het uitgangspunt was, moet de conclusie zijn, dat toen het wonen in deze beschermde omgeving - met voor die tijd een grote mate van individuele privacy - financieel geen luxe was, maar ook geen armoede betekende.
Helemaal zonder voorwaarden c.q. tegenprestatie was het wonen in het ‘’kevintsje’’ niet. Zoals gebruikelijk was er aanvankelijk een vorm van gemeenschapsleven, al was dat voor iedere stichting anders. Bij het Sint-Matthiasconvent kozen de dames uit hun midden een van hen als 'moeder'. Zij was degene die dagelijks leiding gaf aan het geheel en de reglementen in acht nam. Een daarvan zal zeker geweest zijn het in de vooravond afsluiten van de voordeur en die 's morgens vroeg ook weer van het slot doen. De pastoor van de Sint-Matthiaskerk was 'geestelijk vader' en uiteindelijk verantwoordelijke voor het reilen en zeilen binnen het conventje. Een van de verplichtingen was het dagelijks rozenkransgebed in de eigen huiskapel, ten bate van de stichters. Verder schijnen de dames zich in de negentiende eeuw te hebben bezig gehouden met handwerken, mogelijk als een vorm van neveninkomsten, en met huisbezoek binnen de parochie. Of die dagbesteding in 1952 nog altijd gold, valt te betwijfelen.
Josephina Vaessen heeft de opening van haar conventje niet meer meegemaakt. Ze stierf op 15 januari 1848. Zonder haar ruime financiële hulp zou het Sint-Matthiasconventje nooit het licht van de dag hebben gezien. Door haar zouden oudere alleenstaande Maastrichtse vrouwen ruim 125 jaar lang een toevlucht vinden in een beschermde omgeving. Al is er geen straatnaam naar haar vernoemd, helemaal vergeten is zij nooit.

## Architectuur
Het pand Maastrichter Pastoorstraat 14 is een groot, bakstenen woonhuis, dat grotendeels tussen 1847 en 1849 tot stand kwam. Vrijwel zeker is bij de herbouw c.q. verbouwing gebruik gemaakt van delen van de pastorie die hier al stond. Het min of meer vrijstaande gebouw ligt aan een smalle straat, eigenlijk een steeg, schuin achter het koor van de Sint-Matthiaskerk. Alleen een deel van de westgevel grenst aan een buurpand (nr. 12). De oostgevel grenst aan het smalle, noord-zuid lopende deel van de Maastrichter Pastoorstraat. De noordgevel, tevens de voorgevel, en een deel van de westgevel grenzen aan het iets bredere, oost-west lopende straatdeel.
De brede noordgevel is bijna symmetrisch opgebouwd en bestaat uit drie brede en twee smalle vensterassen. De entree bevindt zich in een van de smalle vensterassen en is daarmee het enige element dat niet in de symmetrie past. De deuropening heeft een hardstenen omlijsting met eenvoudige kapiteeltjes en een halfrond bovenlicht met een waaiervormige roedeverdeling. Boven de deur is een geprofileerde hardstenen plaat aangebracht, waarop waarschijnlijk de naam van het gebouw stond, maar de plaat is op enig moment vlak afgeschuurd. In de smalle vensterassen bevindt zich op de eerste verdieping aan beide zijden een hardstenen, rondbogige nis, waarin links een beeldje van Sint-Jozef is geplaatst, en rechts, boven de voordeur, een beeldje van Maria met kindje Jezus. Op de verdieping daarboven bevinden zich de eerder vermelde rechthoekige nissen met fraai geprofileerde lateien. De hardstenen nissen worden afgedekt door houten luiken, die net als de voordeur rood geschilderd zijn. Achter deze luiken gaat het vermoedelijk nog aanwezige tijdvers met betrekking tot de stichting van het conventje schuil. De bredere vensterassen van de gevel hebben een regelmatige indeling met segmentboogvensters, die met hardsteen omlijst zijn. Op de hoogste verdieping zijn de vensters lager en tellen vier ruiten; op de andere verdiepingen zes. De gevel is verder versierd met een hardstenen plint en drie waterlijsten.
De westgevel is uit historisch oogpunt wellicht de meest interessante, omdat hier restanten van een ouder gebouw (de pastorie) herkenbaar aanwezig zijn. Dat deze gevel deels ouder is, is te zien aan het onregelmatige metselwerk, maar meer nog aan twee boven elkaar geplaatste tweelichtvensters met brede, hardstenen omlijsting en een hardstenen middenstijl. Deze vensters zijn kenmerkend voor de Maaslandse renaissance, een bouwtrant die in het Maasland vooral in de zeventiende eeuw populair was. Op de hogere verdiepingen bevinden zich in deze gevel drie onregelmatig geplaatste vensters, die waarschijnlijk negentiende-eeuws zijn. Dat geldt ook voor de twee blinde vensters ter rechterzijde van de tweelichtvensters, die mogelijk recent zijn dichtgemetseld. Het linkerdeel van de gevel bevat diverse muurankers. Het rechterdeel gaat deels schuil achter het buurpand en is deels vernieuwd, wat te zien is aan het metselwerk. 
Mogelijk zijn ook delen van de oostgevel ouder. De zes kleine vensters zijn onregelmatig geplaatst en lijken op verschillende momenten te zijn aangebracht. Ook deze gevel bevat muurankers. De achtergevel, voor zover zichtbaar, heeft een regelmatige opbouw en dateert vermoedelijk uit het midden van de negentiende eeuw.
Dat het gebouw geen bescherming geniet als rijksmonument, noch als gemeentelijk monument is, gezien de historie en de architectonische kwaliteit, opmerkelijk.

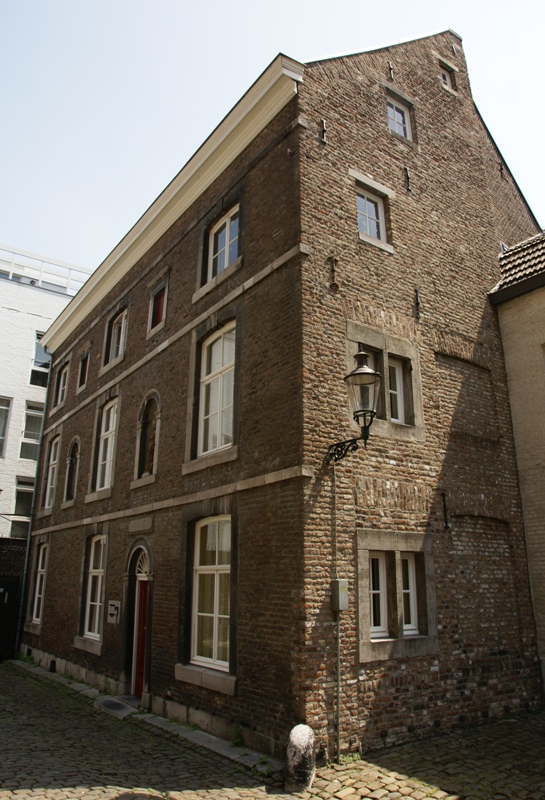
Noord- en westgevel
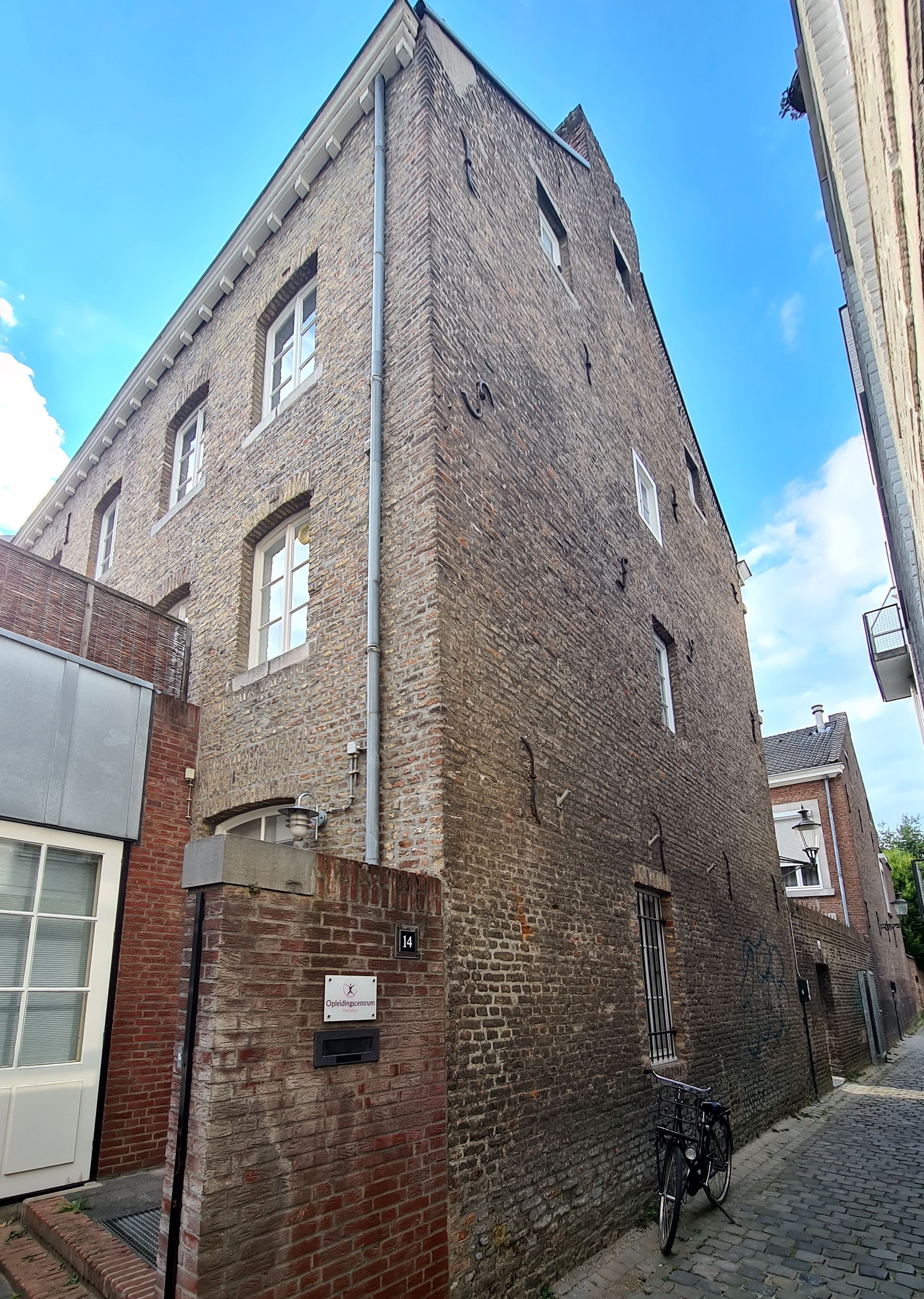
Zuid- en oostgevel
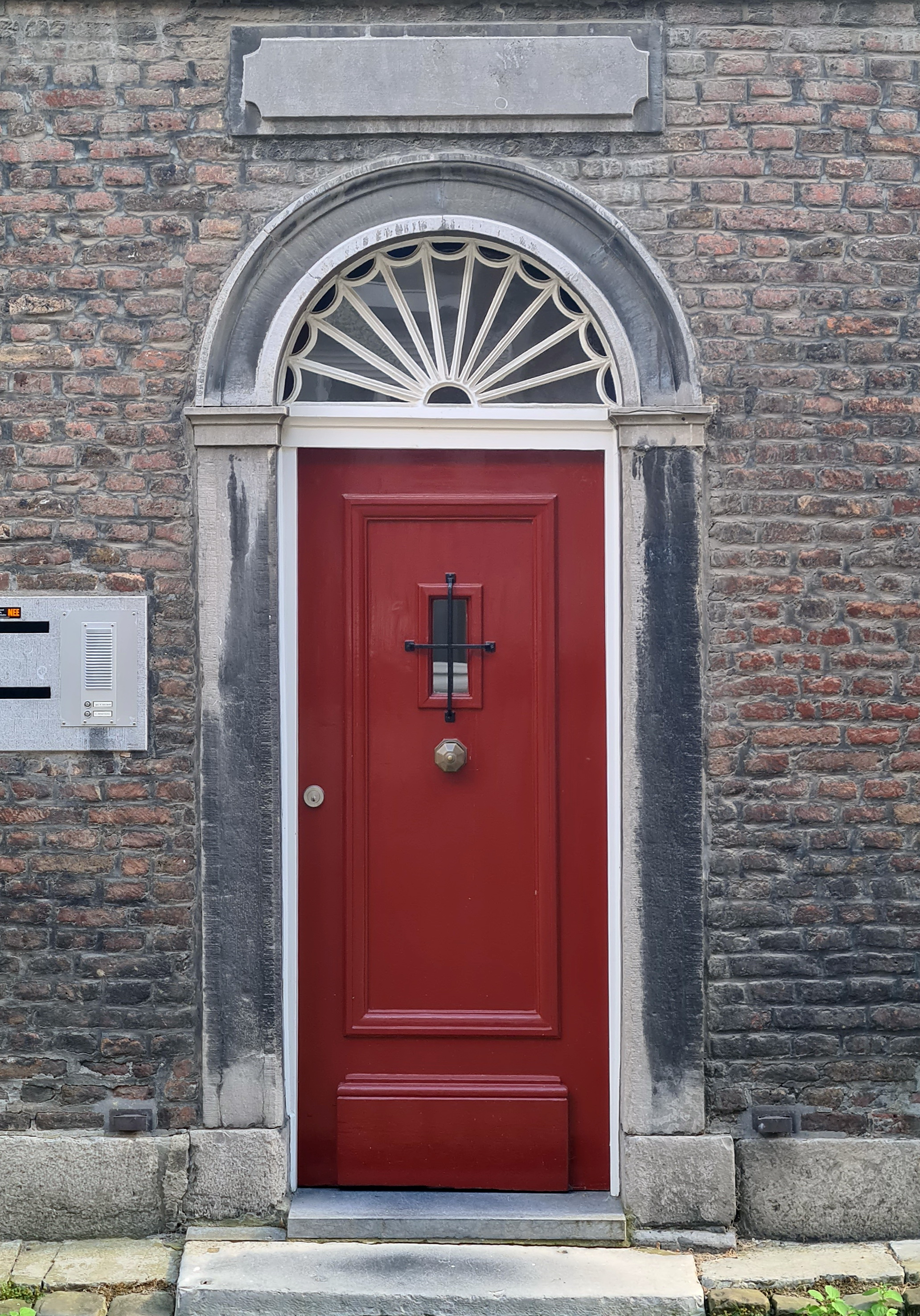
Detail noordgevel: entree
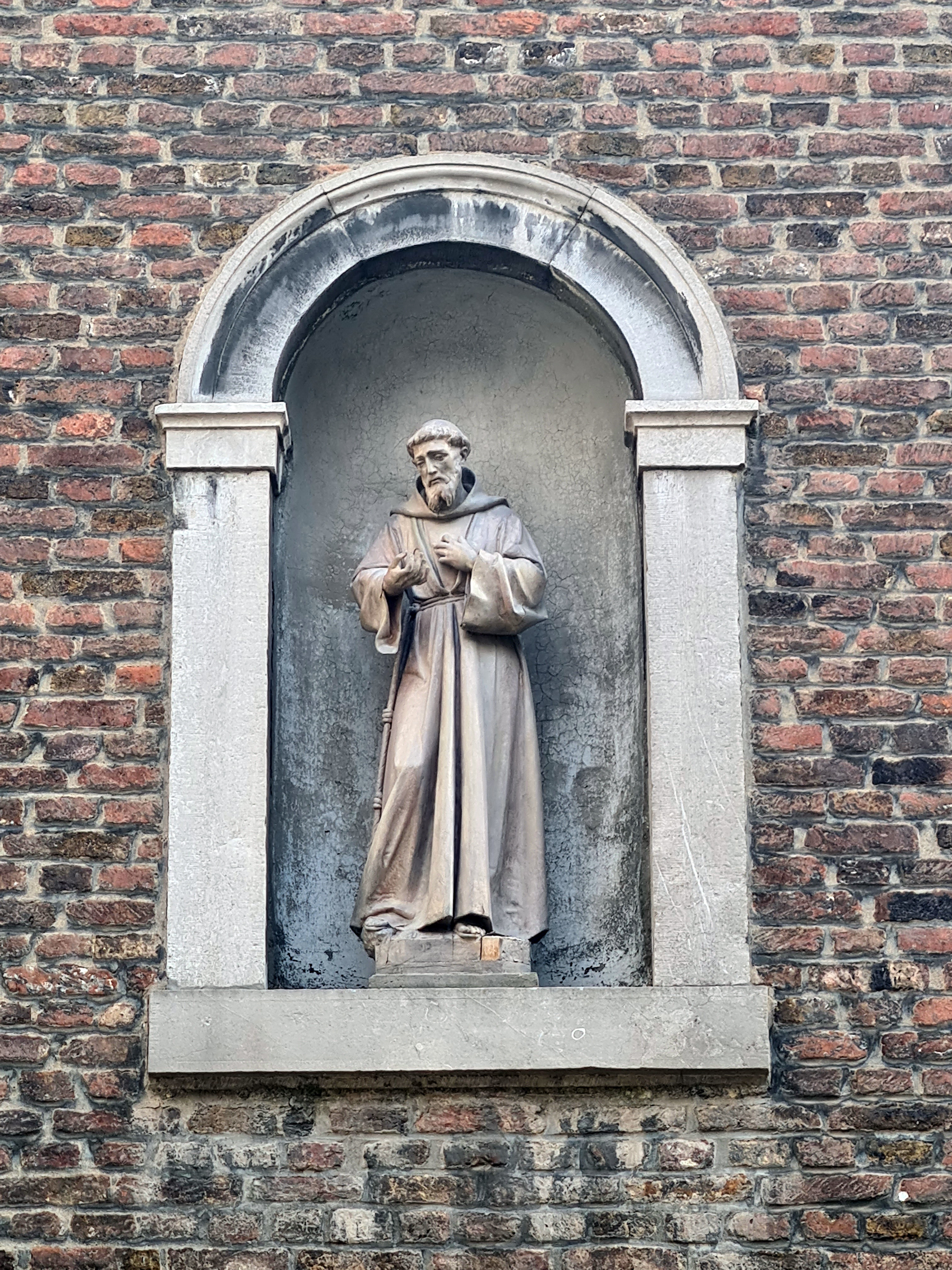
Detail noordgevel: Sint-Jozef